# Barrage de Fergoug

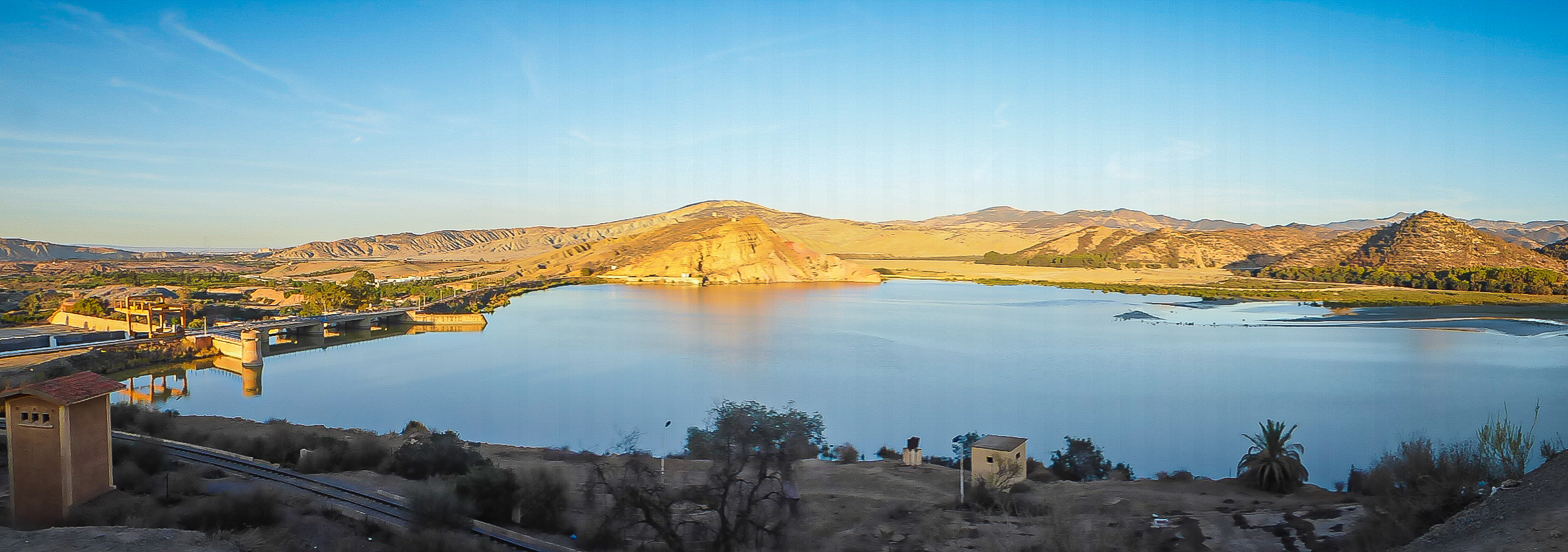
Barrage de Fergoug

Le barrage de Fergoug est une retenue d'eau de la wilaya de Mascara en Algérie, qui se situe au sud-est de Mascara, et à 11 Km au nord de la ville de Mohammadia

## Histoire
Sa construction date de la présence française entre 1865 à 1873 qui a coûté à l'époque 2 400 000 francs. Il a pris le nom de la ville de Perregaux (actuelle Mohammadia).
Considéré comme le plus grand barrage d'Algérie à sa construction ; il a subi plusieurs ruptures au cours des années
- la première le  10 mars 1872,
- le deuxième le 15 décembre 1881
- la troisième le 26 novembre 1927.

### Localisation
Le barrage Fergoug est situé à 11 kilomètres de la ville de Mohammadia en aval de l'oued el Hammam.